# Coro Cosaco del Kubán

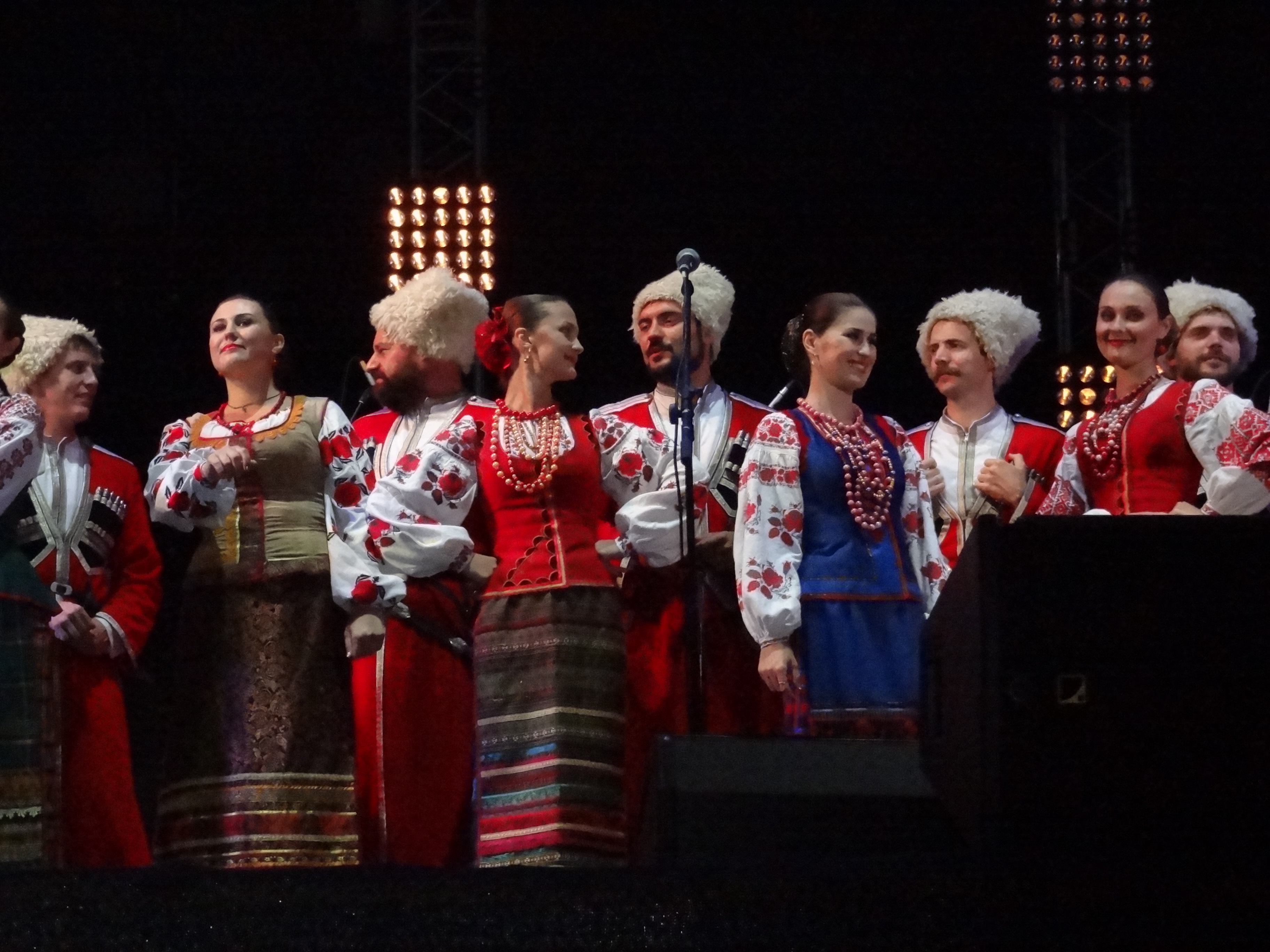
Actuación en Sochi en 2011.

El Coro Cosaco del Kubán (en ruso: Кубанский казачий хор, nombre completo: Coro Académico Estatal Cosaco del Kubán con la Orden de la Amistad de los Pueblos (Государственный академический ордена Дружбы народов Кубанский казачий хор) es un colectivo de coro cantor fundado en 1811, y con sede en Krasnodar, en el krai homónimo de la Federación de Rusia. Su repertorio incluye tanto canciones tradicionales de los cosacos del Kubán, canciones folclóricas rusas y ucranianas así como adaptaciones de versos de poetas rusos y ucranianos realizadas por Víktor Zajárchenko, director artístico del colectivo. En 1988, fue distinguido con la Orden de la Amistad de los Pueblos. 

## En cine
El coro interpreta la romanza «No para mí…» en la película La insolación de Nikita Mijalkov.